# Morane-Saulnier MS.315
 (octobre 2012).
Si vous disposez d'ouvrages ou d'articles de référence ou si vous connaissez des sites web de qualité traitant du thème abordé ici, merci de compléter l'article en donnant les références utiles à sa vérifiabilité et en les liant à la section « Notes et références ».
Le Morane-Saulnier MS.315 est un avion d'entraînement à aile parasol construit à partir de 1932 à 346 exemplaires par l'avionneur français Morane-Saulnier pour l'armée de l'air française.

## Histoire
Le MS.315 a été développé à partir du modèle précédent MS.300 et a volé pour la première fois en octobre 1932. Le MS.315 est un monoplan à aile parasol qui dispose d'une roue d'atterrissage sous la queue et propulsé par un moteur en étoile Salmson 9Nc de 135 ch (101 kW). Une production de 346 appareils a suivi celle de 4 prototypes. Parmi ceux-ci, 33 ont été construits après la Seconde Guerre mondiale. Cinq exemplaires de la variante plus puissante MS.315/2 ont été produits pour le domaine civil ainsi qu'un seul MS.316, motorisé par un Regnier Vee inversé.

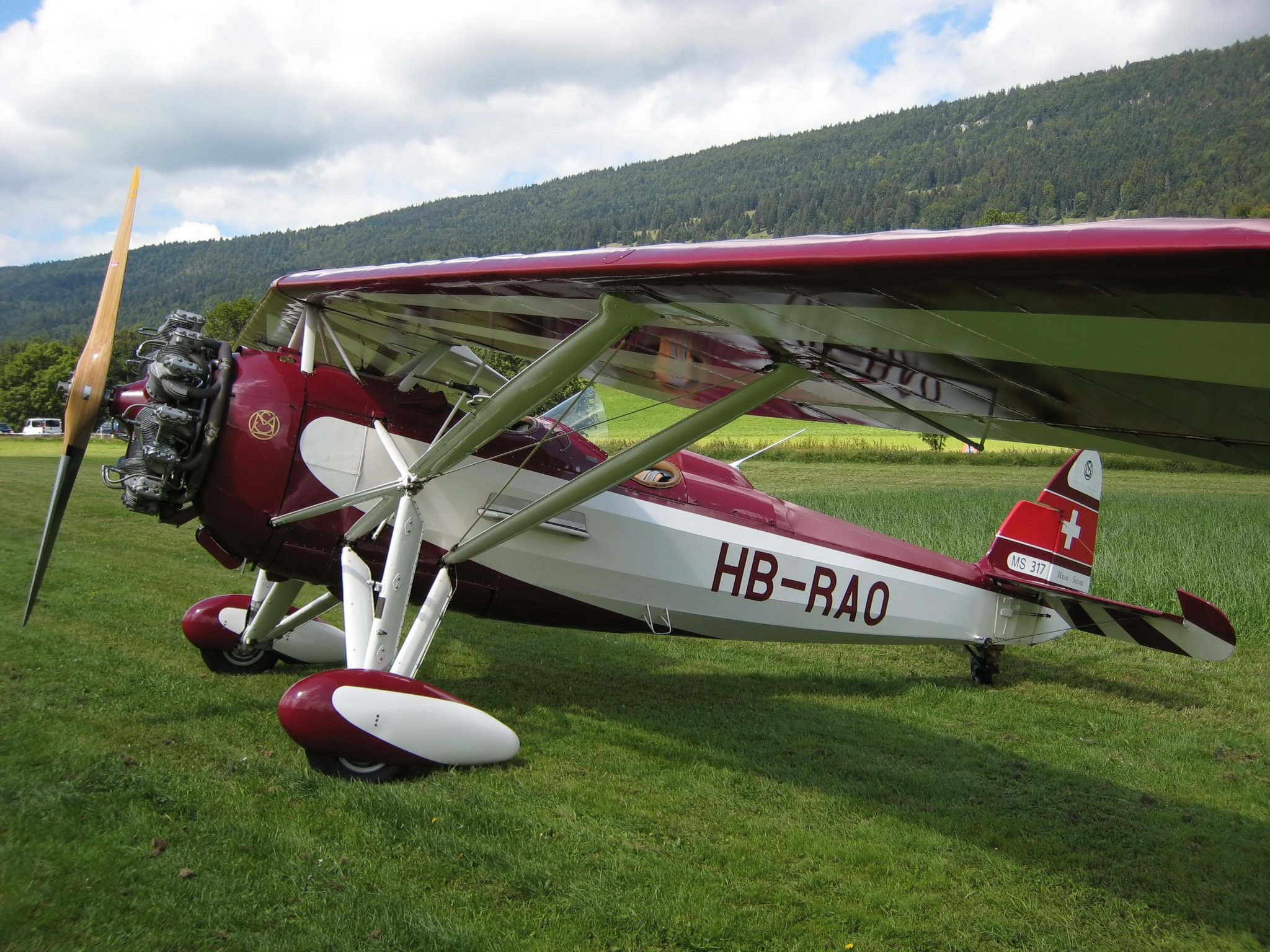
Morane-Saulnier MS.317 (HB-RAO) à l'aéroport régional Les Éplatures
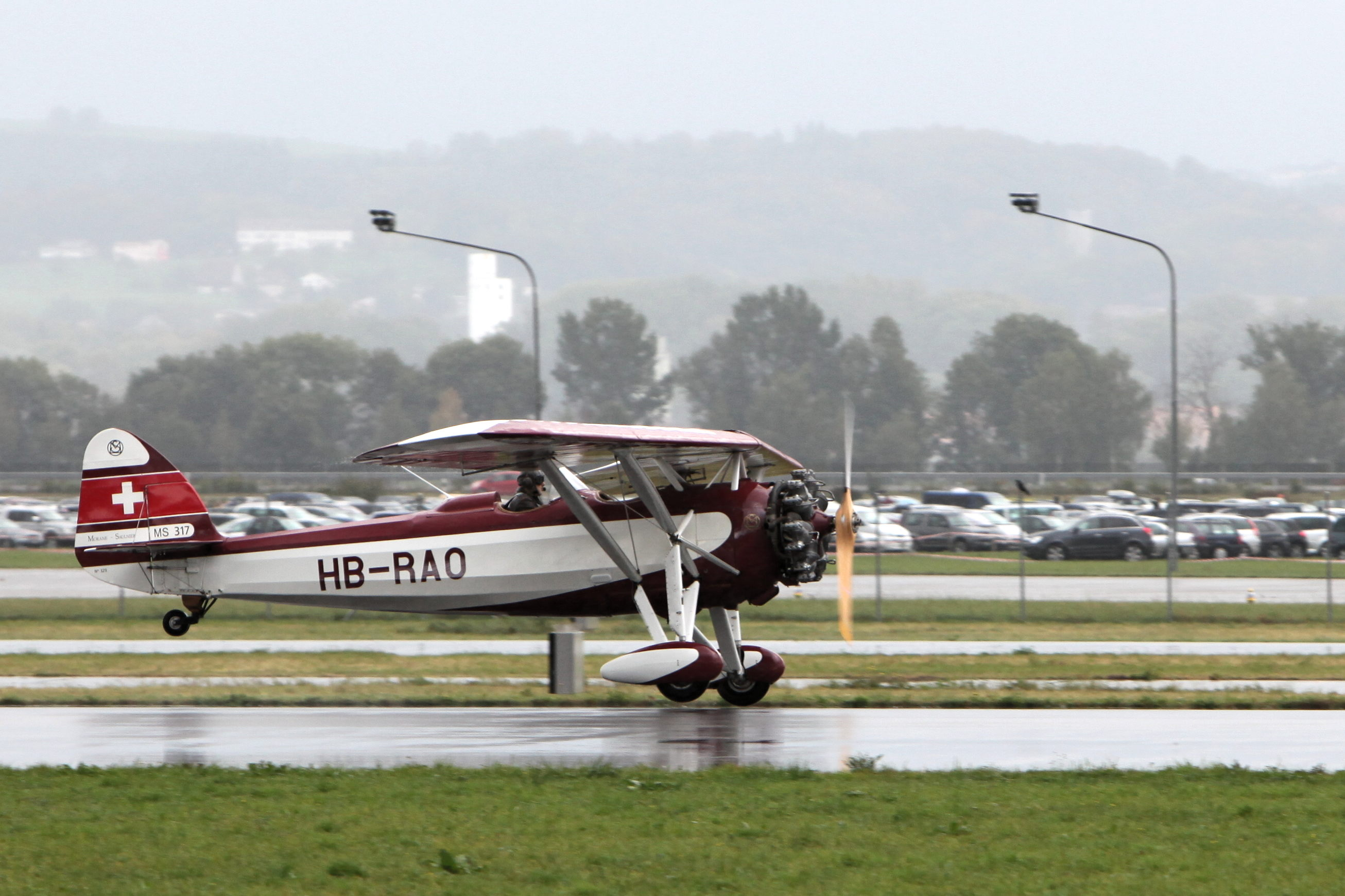
Morane-Saulnier MS.317 (HB-RAO) à l'aérodrome de Payerne
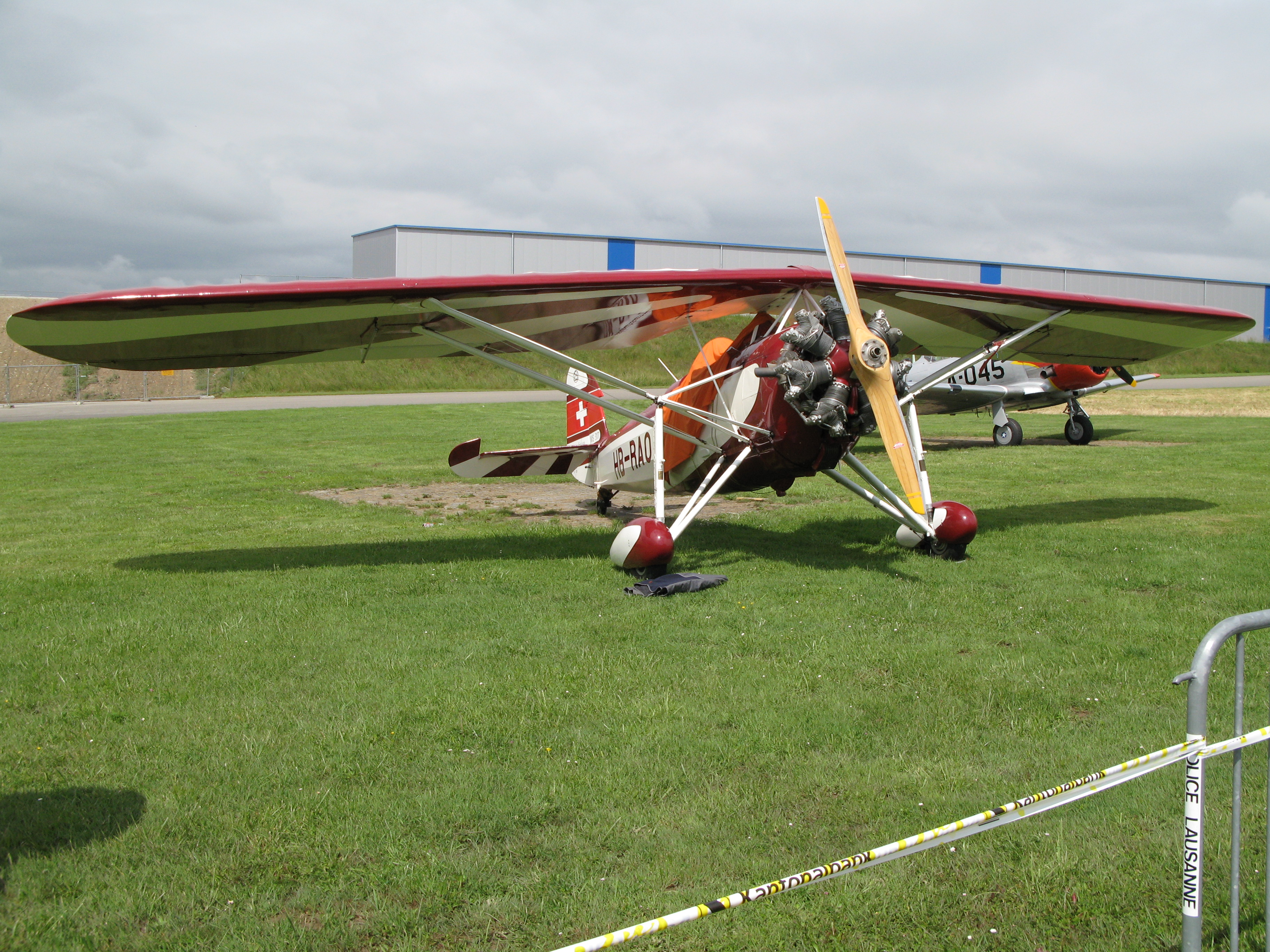
Morane-Saulnier MS.317 (HB-RAO) à l'aéroport de Lausanne-Blécherette

Dans les années 1960, 40 MS.315 ont été utilisés dans le civil comme remorqueurs de planeurs, équipés d'un moteur en étoile Continental W-670K de 220 ch (164 kW) et ont redéfini le MS.317.

## Variantes
- MS.315 : version en production : moteur en étoile Salmson 9Nc de 135 ch (101 kW) ; 350 exemplaires construits.
- MS.315/2. : version civile avec un moteur plus puissant ; cinq exemplaires produits.
- MS.316 : variante motorisée avec un Regnier Vee, un exemplaire construit.
- MS.317 : version des années 1960 avec un moteur en étoile de 220 ch (164 kW) : le Continental W-670K, Remplacement de la béquille arrière par une roulette et des roues à rayons non freiné par des roues freiné ; 40 exemplaires réalisés.